# Hank Green
William Henry "Hank" Green II (født 5. maj 1980 Birmingham, Alabama), er en amerikansk singer-songwriter, videoblogger, delejer af pladeselskabet DFTBA Records og grundlægger af hjemmesiden Eco Geek, og kendt for YouTubekanalen Vlogbrothers, som han har sammen med sin bror John Green Sammen med sin bror har han også grundlagt VidCon, som er verdens største videokonference.
I september 2018 udkom han med sin debutroman Et fuldstændig fantastisk fænomen (originaltitel An Absolutely Remarkable Thing), og efterfølgeren A Beautifully Foolish Endeavor blev udgivet den 7. juli 2020.

## Karriere
Sammen med sin bror John startede han projektet "Brotherhood 2.0" hvor de bestemte sig for at droppe tekstbaseret kommunikation gennem hele 2007. I stedet skiftedes de til hver dag til at lave en videoblog, som blev lagt ud på YouTube og på deres websted. Deres videoblogge blev til en massiv succes på Youtube, og slog for alvor igennem da Hank, i forbindelse med den kommende udgivelsen af Harry Potter og Dødsregalierne, lagde en sang ud, som han havde skrevet kaldet "Accio Deathly Hallows". Denne sang blev "featured", altså promoveret, på Youtubes forside og fik på kort tid mange hundrede tusinde hits, hvilket førte til en stor øgning i såkaldte abonnenter.
Efter successen med Brotherhood 2.0 valgte brødrene at fortsætte med deres videoblog, men de lægger ikke længere videoer ud hver dag. Deres vlog drives nu med et format, hvor der kommer nye videoer mandag, onsdag og fredag hver uge.
Han er også involveret i adskillige andre YouTube-kanaler, inklusive Crash Course, SciShow, The Lizzie Bennet Diaries, The Brain Scoop, Animal Wonders, SciShow Space, hankschannel, GamesWithHank and Sexplanations.

## Privatliv
Den 19. maj 2023 annoncerede Green, at han var blevet diagnosticeret med Hodgkins lymfom, en type kræft, der påvirker lymfesystemet. Han modtog kondolencer fra præsident Joe Biden og NASA administrator Bill Nelson.

## Diskografi

### Albums
- So Jokes (2008)
- This Machine Pwns n00bs (2009)
- Ellen Hardcastle  (2011)
- Incongruent  (2014) (sammen med The Perfect Strangers)

### Livealbums
- I'm So Bad at This: Live! (2009)
- Tour de Nerdfighting  (2012)

### EP'er
- Thinking About Christmas Songs (2013) (kun tilgængelig igennem P4A 2013)

### Gæsteoptrædener
- Wrock for Darfur (2008)
- DFTBA Records, Volume One (2009)
- C4N'7 R3M1X35 (2010)
- DFTBA Records, Volume Two (2010)
- DFTBA Records, Volume Three (2012)